# Блакельвен
Блакельвен (швед. Blackälven) — мала річка на півночі Швеції, у лені Норрботтен, притока річки Лілла-Лулеельвен. Площа басейну  — 2460 км². 

## Назва
Назва річки Блакельвен походить від прикметника black зі значенням «тьмяний», «темнуватий» і пов'язана з тим, що вода у річці приймала темний відтінок від шламу з льодовиків. 